# Radula steerei
Radula steerei là một loài rêu trong họ Radulaceae. Loài này được Grolle mô tả khoa học đầu tiên năm 1987.